# Oligonychus letchworthi
Oligonychus letchworthi är en spindeldjursart som beskrevs av Robert Gatlin Reeves 1963. Oligonychus letchworthi ingår i släktet Oligonychus och familjen Tetranychidae. Inga underarter finns listade i Catalogue of Life.